# Der trojanische Krieg findet nicht statt
Der trojanische Krieg findet nicht statt (französischer Originaltitel: La Guerre de Troie n'aura pas lieu) ist ein Theaterstück des französischen Dramatikers Jean Giraudoux. Alternative Titel von Übersetzungen aus dem Französischen sind Kein Krieg in Troja und Der trojanische Krieg wird nicht stattfinden.
Das Stück entstand 1935 unter dem Eindruck der wachsenden Kriegsgefahr in Europa und prangert die Bereitschaft der Menschen, hier der Trojaner alias der Franzosen, zum Krieg an. Der trojanische Königssohn Paris hat Helena, die Gattin eines griechischen Königs, entführt. Bei Beginn der Handlung ist gerade Hektor, der älteste Sohn des Königs von Troja, aus einem Krieg zurückkehrt und die Ankunft des griechischen Heeres (das die neu wachsende deutsche Gefahr symbolisiert) steht bevor. Es will angeblich die Entführung Helenas rächen, in Wahrheit aber das Reich Troja einnehmen. Hektor versucht, Helena zur Rückkehr nach Griechenland zu bewegen. Sie lehnt mehrfach ab. Just als Helena sich bereit erklärt, nach Sparta zurückzukehren, schlägt Hektor den Kriegstreiber Demokos nieder. Dieser behauptet sterbend, der Grieche Ajax sei sein Mörder. Die Trojaner stürzen sich auf den vermeintlichen Mörder, der von beiden Seiten erwünschte Zwischenfall ist eingetreten, der Krieg kann beginnen.
Paul Claudel schrieb über das Theaterstück: „Diese Apologie der Feigheit und des Friedens um jeden Preis ist abstoßend.“

## Inszenierungen (Auswahl)
Die Uraufführung des Stücks fand unter der Regie von Louis Jouvet, der auch die Rolle des Hector übernahm, im November 1935 im Pariser Théâtre de l'Athénée statt. Zur Besetzung gehörten u. a.: Madeleine Ozeray (Helena), Renée Falconetti (Andromaque), José Noguero (Paris), Pierre Renoir (Odysseus), Bernard Lancret (Troilus) und Marie-Hélène Dasté (Cassandra). Die Musik für diese Inszenierung schrieb Maurice Jaubert.
Die deutschsprachige Erstaufführung fand am 6. November 1936 im Wiener Theater in der Josefstadt statt; Regie führte Ernst Lothar.
- 1947: Hebbel-Theater (Berlin) – Regie: O. E. Hasse; Besetzung: Lu Säuberlich (Kassandra), Joana Maria Gorvin (Helena) u. a.[4]
- 1947: Hamburger Kammerspiele – Regie: Ulrich Erfurth; Besetzung: Helmut Käutner (Hector), Hubert Fichte („der Frieden“) u. a.[5][6]
- 1962: Festival d’Avignon – Regie: Jean Vilar; Besetzung: Christiane Minazzoli (Helena), Jean-Louis Trintignant (Paris) u. a. (die Inszenierung wurde 1963 im Pariser Palais de Chaillot wieder aufgenommen)[7]
- 1971: Théâtre de la Ville (Paris) – Regie: Jean Mercure; Besetzung: Anny Duperey (Helena), José-Maria Flotats, Anne Doat, Francine Berge u. a. (die Inszenierung gastierte im Sommer 1971 beim Festival d’Avignon)[8]
- 1975: Jacques Mauclair; Théâtre des Célestins Lyon; mit Claude Jade (Helena), Michel Albertini (Paris), Corinne Marchand, Laurent Malet u. a.

Für das Fernsehen entstanden zwei Verfilmungen; eine 1964 in Deutschland unter der Regie von Franz Josef Wild, und eine 1982 in Frankreich; in dieser von Antenne 2 produzierten Fassung spielten unter der Regie von Raymond Rouleau u. a.: Anny Duperey (Helena), Lambert Wilson (Paris), Pierre Santini (Hector) und Rosy Varte (Hekuba).